# مايكل إيمت ولش
مايكل إيمت ولش (بالإنجليزية:Michael Emmet Walsh)(22 مارس 1935 – 19 مارس 2024) ممثل أمريكي وممثل مسلسلات التلفزيونية، نشأ في نيويورك، وشارك في عدة أفلام، ومنها فيلم المخلوقات.

## وصلات خارجية
- مايكل إيمت ولش على موقع IMDb (الإنجليزية)
- مايكل إيمت ولش على موقع ألو سيني (الفرنسية)
- مايكل إيمت ولش على موقع تيرنر كلاسيك موفيز (الإنجليزية)
- مايكل إيمت ولش على موقع أول موفي (الإنجليزية)
- مايكل إيمت ولش على موقع قاعدة بيانات برودواي على الإنترنت (الإنجليزية)
- مايكل إيمت ولش على موقع قاعدة بيانات الأفلام السويدية (السويدية)
- مايكل إيمت ولش على موقع إن إن دي بي (الإنجليزية)
- مايكل إيمت ولش على موقع قاعدة بيانات الفيلم (الإنجليزية)
- مايكل إيمت ولش على موقع كينوبويسك (الروسية)